# Desvio de septo nasal

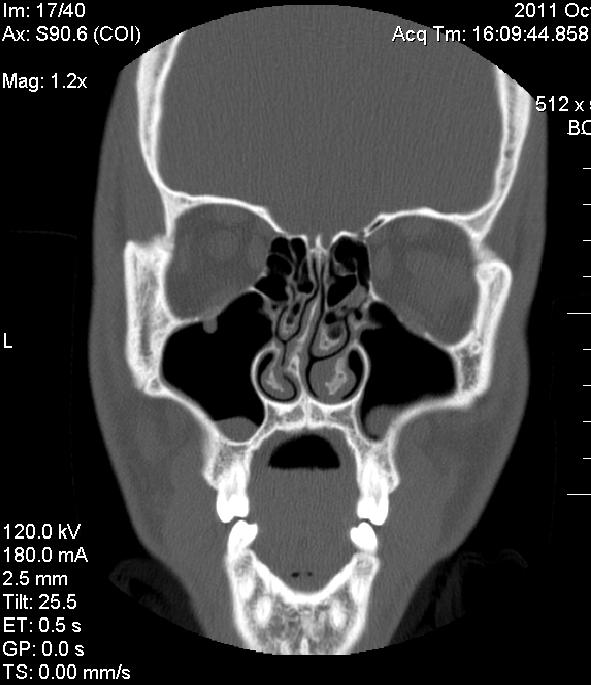
Imagem de uma tomografia computadorizada mostrando desvio de septo nasal congênito (próximo ao nariz).

Desvio do septo nasal é um distúrbio físico do nariz, envolvendo deslocamento do septo nasal. É comum haver algum deslocamento, estima-se que cerca de 70% a 80% da população tenha um grau de desvio do septo nasal, maioritariamente sem sabê-lo.

## Sinais e sintomas
O septo nasal é o osso e a cartilagem dentro do nariz que separa a cavidade nasal em duas narinas. A cartilagem chama-se cartilagem quadrangular e os ossos compreendendo o septo incluem a crista maxilar, o vômer e a lâmina perpendicular do etmoide. Normalmente, o septo fixa-se centralmente, e, por isso, as passagens nasais são simétricas. Um septo desviado é uma condição anormal na qual o topo da crista cartilaginosa inclina-se à esquerda ou à direita, causando obstrução da passagem nasal afetada.
É comum para o septo nasal desviar-se da linha central exata; o septo é considerado desviado somente se o desvio é substancial e/ou causa problemas. Por isso só, um septo desviado pode passar sem ser detectado por anos e portanto não necessitar de correção.
Sintomas de um septo desviado incluem infecções dos seios nasais, apneia do sono, ronco, espirros repetitivos, dor facial, sangramentos nasais (epistaxe), respiração pela boca, dificuldade para respirar, perda leve a moderada do olfato (hiposmia), e pode haver dores de cabeça (cefaleia). Somente casos mais severos de um septo desviado causarão sintomas de respiração dificultosa e irão requerer tratamento.

## Causas
É mais frequentemente causado por trauma de impacto, como uma pancada no rosto. Também pode ser distúrbio congênito, causado pela compressão do nariz durante o parto. Septo desviado está associado com doenças genéticas do tecido conjuntivo, como a síndrome de Marfan, homocistinúria e síndrome de Ehlers-Danlos.

## Diagnóstico
O desvio de septo nasal é a causa mais comum de obstrução nasal. Uma história de trauma no nariz é frequentemente presente, incluindo trauma do processo de nascimento ou microfraturas. Um profissional médico, como um otorrinolaringologista (médico dos ouvidos, nariz e garganta), tipicamente faz o diagnóstico depois de tirar uma história detalhada do paciente e performar um exame físico. Exames de imagem do nariz às vezes são usados para auxílio diagnóstico.

## Tratamento
A terapia médica com sprays nasais incluindo descongestionantes, anti-histamínicos ou sprays nasais com corticosteroides é tipicamente tentada antes que se considere abordagem cirúrgica para correção do desvio do septo nasal. A medicação alivia os sintomas temporariamente, mas não corrige a condição subjacente. Alternativas ao alívio medicamentoso podem ser obtidas em se usando tiras nasais.
Um procedimento cirúrgico menor conhecido como septoplastia pode curar os sintomas relacionados a desvios septais. A cirurgia dura aproximadamente uma hora e não resulta em alterações cosméticas ou cicatrizes externas. Congestão nasal, dor, drenagem ou inchaço podem ocorrer nos primeiros dias após a cirurgia. A recuperação do procedimento pode levar de dois dias a quatro semanas para que haja completa resolução. Os ossos septais nunca crescem novamente. Se os sintomas reaparecerem, eles não são relacionados ao desvio. O reaparecimento de sintomas pode ser devido à metaplasia mucosa do nariz. Há vezes também em que a cirurgia pode ser sem êxito, levando à continuidade dos sintomas.
Um ensaio clínico randomizado descobriu que pessoas que tiveram septoplasia tiveram uma maior melhoria de seus sintomas e qualidade de vida depois de 6 meses do que pessoas que manejaram suas obstruções nasais com sprays nasais.

### Complicações da septoplasia
- Adesão e sinéquias entre a mucosa septal e a parede nasal lateral
- Ponta nasal caída devido à ressecção da margem caudal
- Deformidade nasal externa[7]
- Correção incompleta com sintomas nasais persistentes[7]
- Perfuração septal devido a trauma bilateral das abas mucopericondrais opostas a cada uma
- Nariz de sela devido à sobrerresecção da parede dorsal da cartilagem septal
- Cicatrização dentro do nariz e sangramento nasal[7]
- Hematoma septal[7] e abscesso septal.

## Exemplos notáveis
- Jennifer Aniston[11]
- Ashley Tisdale[12]
- Josh Hutcherson[13]
- Cameron Diaz[14]
- Ed Miliband[15]